# Бала-Біджар-Анкіш
Бала-Біджар-Анкіш (перс. بالابيجارانكيش) — село в Ірані, у дегестані Агандан, у Центральному бахші, шагрестані Ляхіджан остану Ґілян. За даними перепису 2006 року, його населення становило 38 осіб, що проживали у складі 7 сімей.

## Клімат
Середня річна температура становить 14,00 °C, середня максимальна – 27,82 °C, а середня мінімальна – 0,22 °C. Середня річна кількість опадів – 872 мм.
| Клімат поселення                              | Клімат поселення | Клімат поселення | Клімат поселення | Клімат поселення | Клімат поселення | Клімат поселення | Клімат поселення | Клімат поселення | Клімат поселення | Клімат поселення | Клімат поселення | Клімат поселення | Клімат поселення |
| Показник                                      | Січ.             | Лют.             | Бер.             | Квіт.            | Трав.            | Черв.            | Лип.             | Серп.            | Вер.             | Жовт.            | Лист.            | Груд.            |                  |
| Середній максимум, °C                         | 11,84            | 11,18            | 12,06            | 16,76            | 20,96            | 26,11            | 27,82            | 27,62            | 23,28            | 20,21            | 16,24            | 12,02            |                  |
| Середня температура, °C                       | 6,36             | 5,70             | 6,58             | 11,26            | 15,48            | 20,62            | 23,62            | 23,42            | 19,07            | 16,02            | 12,04            | 7,83             |                  |
| Середній мінімум, °C                          | 0,87             | 0,22             | 1,10             | 5,78             | 10,00            | 15,15            | 19,42            | 19,22            | 14,88            | 11,80            | 7,84             | 3,64             |                  |
| Норма опадів, мм                              | 76               | 67               | 81               | 54               | 45               | 28               | 27               | 41               | 86               | 145              | 119              | 103              |                  |
| Середньомісячна швидкість вітру, м/с          | 2.23             | 2.49             | 2.54             | 2.50             | 2.30             | 2.12             | 2.46             | 2.21             | 1.96             | 2.04             | 2.08             | 1.98             |                  |
| Середньомісячна сонячна радіація, кДж/м²·день | 7240             | 9382             | 11413            | 15679            | 19437            | 21395            | 22172            | 18877            | 15439            | 10888            | 8771             | 6821             |                  |
| --------------------------------------------- | ---------------- | ---------------- | ---------------- | ---------------- | ---------------- | ---------------- | ---------------- | ---------------- | ---------------- | ---------------- | ---------------- | ---------------- | ---------------- |
| Джерело:                                      |                  |                  |                  |                  |                  |                  |                  |                  |                  |                  |                  |                  |                  |